# Полимер (футбольный клуб)
«Полимер» — российский футбольный клуб из Барнаула. Основан в 1978 году. Единственный клуб в России, непрерывно выступающий в Третьей любительской лиге с 1993 года. Чемпион зоны «Сибирь» Третьей лиги 2023 года.

## История
Футбольный клуб «Полимер» (изначально — «Химик», так как команда относилась к КХВ — комбинату химического волокна) появился в Барнауле в 1978 году благодаря усилиям известного футболиста Анатолия Подзорова.
Подзоров оказался жёстким и требовательным наставником, быстро наладившим строгую дисциплину в команде. Предсезонные нагрузки были тяжёлыми, а двухчасовые интенсивные тренировки проводились 2 раза в день на стадионе «Трансмаш». Но результаты тренерского труда оправдали себя. И уже в 1979 году «Полимер» попал в четвёрку лучших команд края и в финал Кубка города.
Вплоть до 1983 года, когда Подзоров ушёл на работу в «Динамо», «Полимер» был одним из лидеров барнаульского футбола. Этот период можно назвать временем становления серьёзной команды на уровне любительского футбола. После ухода тренера «Полимер» перестал быть лидером, и команду принял молодой Павел Сальников, который и вел 30 лет «полимеровский корабль» далеко не самым простым фарватером к победе-мечте.